# Akif Pirinçci

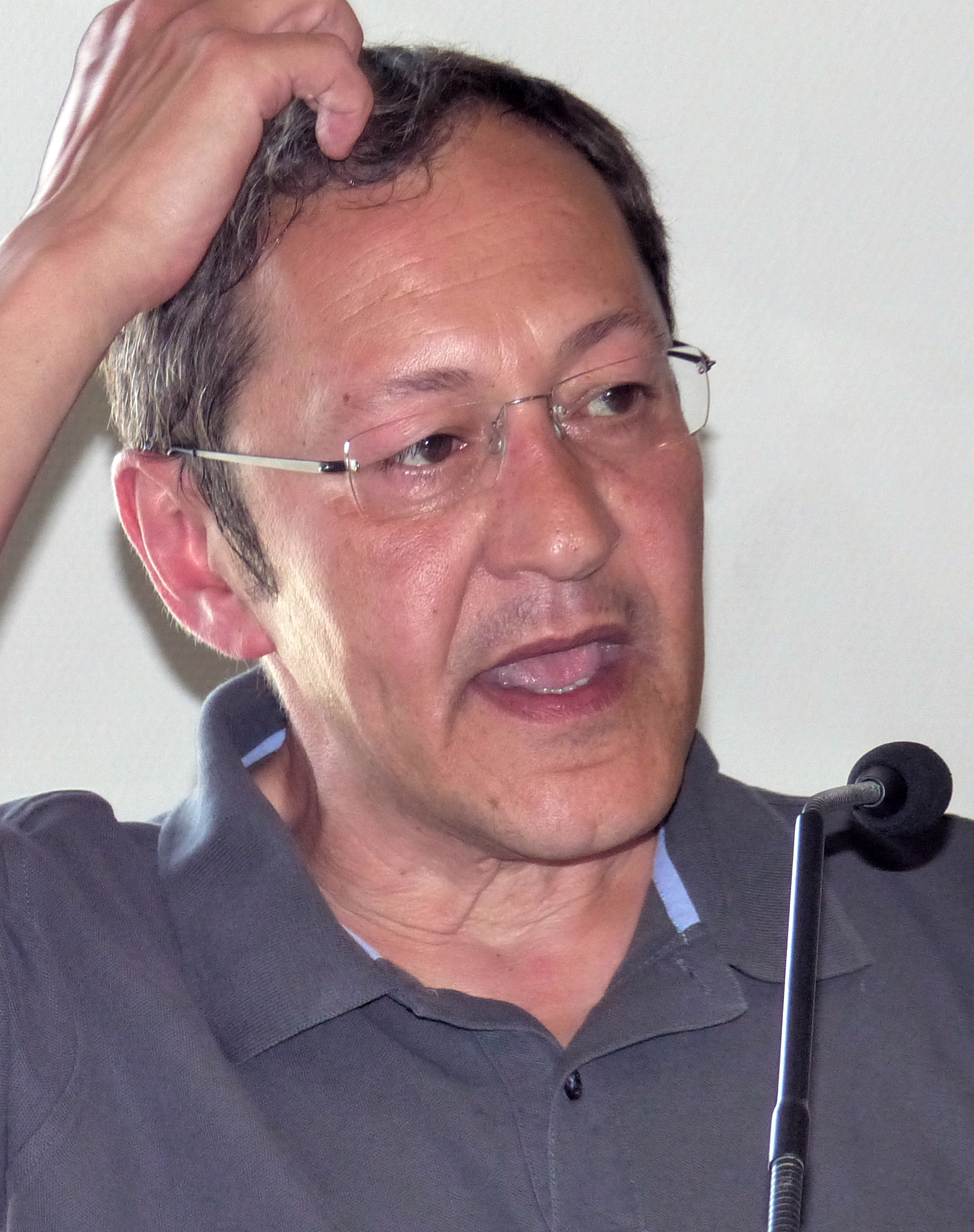
Akif Pirinçci

Akif Pirinçci (Istanboel, 20 oktober 1959) is een Turks-Duitse schrijver internationaal gekend voor zijn roman Felidae. Zijn uitspraken over feminisme, immigratie en zijn beschrijving van Duitsland als een "moslim vuilnisbelt" hebben controverse uitgelokt in Duitsland en Europa.

## Biografie
Pirinçci werd geboren op 20 oktober 1959 in Istanboel, Turkije, en migreerde in 1969 met zijn ouders naar Duitsland. Hij begon op jonge leeftijd fictie te schrijven. Zijn eerste roman Tränen sind immer das Ende publiceerde hij in 1980 op 21-jarige leeftijd. Zijn volgende roman kwam uit in 1989, Felidae, en betrof een misdaadroman met katten in de hoofdrol. Het werk werd in 17 talen vertaald en werd een internationale bestseller.
Door dat succes verruimde Pirinçci het concept van zijn kattenmisdaadroman en publiceerde ettelijke vervolgen op Felidae. Hij schreef mee aan het scenario voor een animatiefilm gebaseerd op Felidae die in 1994 uitkwam in Duitsland en ook Engels gedubd uitkwam. Pirinçci heeft nog verscheidene andere romans geschreven maar geen haalde nog het succes van de Felidae-reeks.
Enkel de thriller Die Damalstür werd nog naar het scherm vertaald, met Mads Mikkelsen in de hoofdrol. Die Damalstür is de enige op zichzelf staande roman van Pirinçci die in het Engels is vertaald.
Pirinçci woont momenteel in Bonn, Duitsland.